# Stadhuis van Den Haag
Het stadhuis van Den Haag ligt aan het Spui in Den Haag. Dit vierde stadhuis van Den Haag dateert uit 1995, het is gelegen aan de zuidoostzijde van de Kalvermarkt en de noordoostzijde van het Spui. De bijnaam IJspaleis dankt het aan de veelvuldig gebruikte witte kleur aan exterieur en interieur. Het atrium van het gebouw is het grootste van Nederland.
In hetzelfde complex zijn de Bibliotheek Den Haag en het Haags Gemeentearchief gevestigd. Een ander deel wordt commercieel verhuurd.
Aan de westzijde is tramstation Spui, en aan de noordwestzijde tramhalte Kalvermarkt-Stadhuis.

## Ontstaansgeschiedenis
De stad heeft in de loop der eeuwen verschillende stadhuizen gekend. Het vierde is te danken aan Adri Duivesteijn, die eind jaren 1980 voor de PvdA wethouder stadsvernieuwing was. Zijn idee was het, het reeds bestaande plan voor herbouw van het stadhuis aan het Burgemeester de Monchyplein te vervangen door een veel ambitieuzer plan voor een stadhuis/bibliotheek in het hart van het Haagse centrum. Door de Monchy-kavel te bestemmen voor woningbouw, alle bestaande huisvesting van gemeentelijke diensten te verkopen en met een grote belegger een leaseconstructie overeen te komen moest het plan volgens Duivesteijn min of meer met gesloten beurzen te realiseren zijn. Het Algemeen Burgerlijk Pensioenfonds werd opdrachtgever en de gemeente Den Haag huurder van het complex met stadhuis dat zou moeten verrijzen op de hoek van het Spui en de Kalvermarkt. Er werd een architectenprijsvraag uitgeschreven waarvoor Saubot & Julien/WZMH, Johannes Boot, Helmut Jahn, Richard Meier en Rem Koolhaas ontwerpplannen indienden.
De Amerikaan Richard Meier won de prijsvraag. Met het ontwerp werd in 1986 begonnen. Het complex werd gebouwd in de periode 1990-1995, aannemer was Wilma Bouw. De kosten voor de gemeente bedroegen 275 miljoen gulden, het bruto vloeroppervlak is 131.000 m².

## Gedenktekens
Op de vierde verdieping zijn drie monumenten die herinneren aan de ambtenaren die de Tweede Wereldoorlog niet overleefden. Op 4 mei worden ze daar jaarlijks herdacht. Op dezelfde verdieping staat een borstbeeld van S.J.R. de Monchy, die in het begin van de oorlog en na de oorlog burgemeester van Den Haag was.

## Afbeeldingen

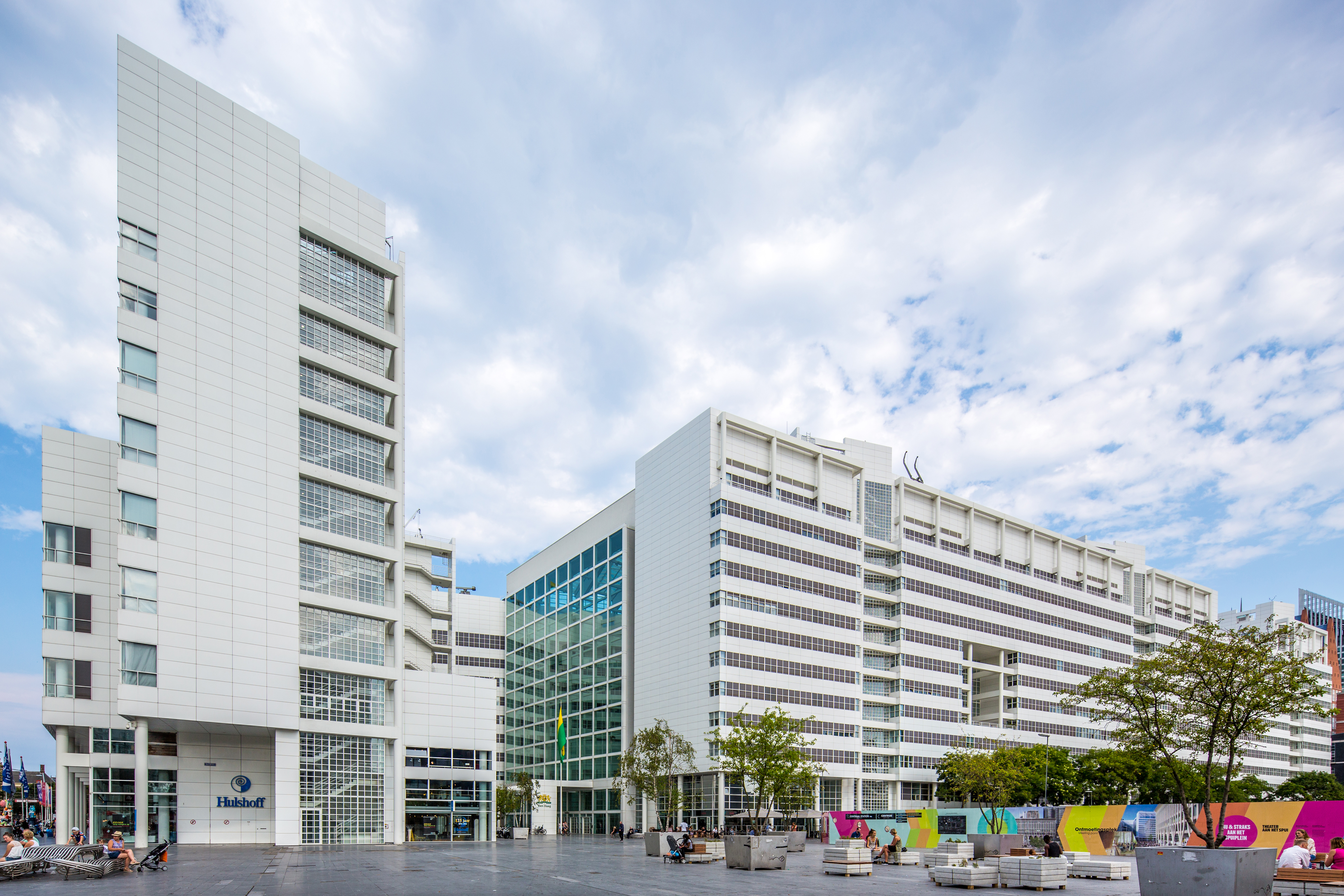
Na de sloop van Dr. Anton Philipszaal in 2016 zijn de gevels aan de Turfmarkt goed te zien
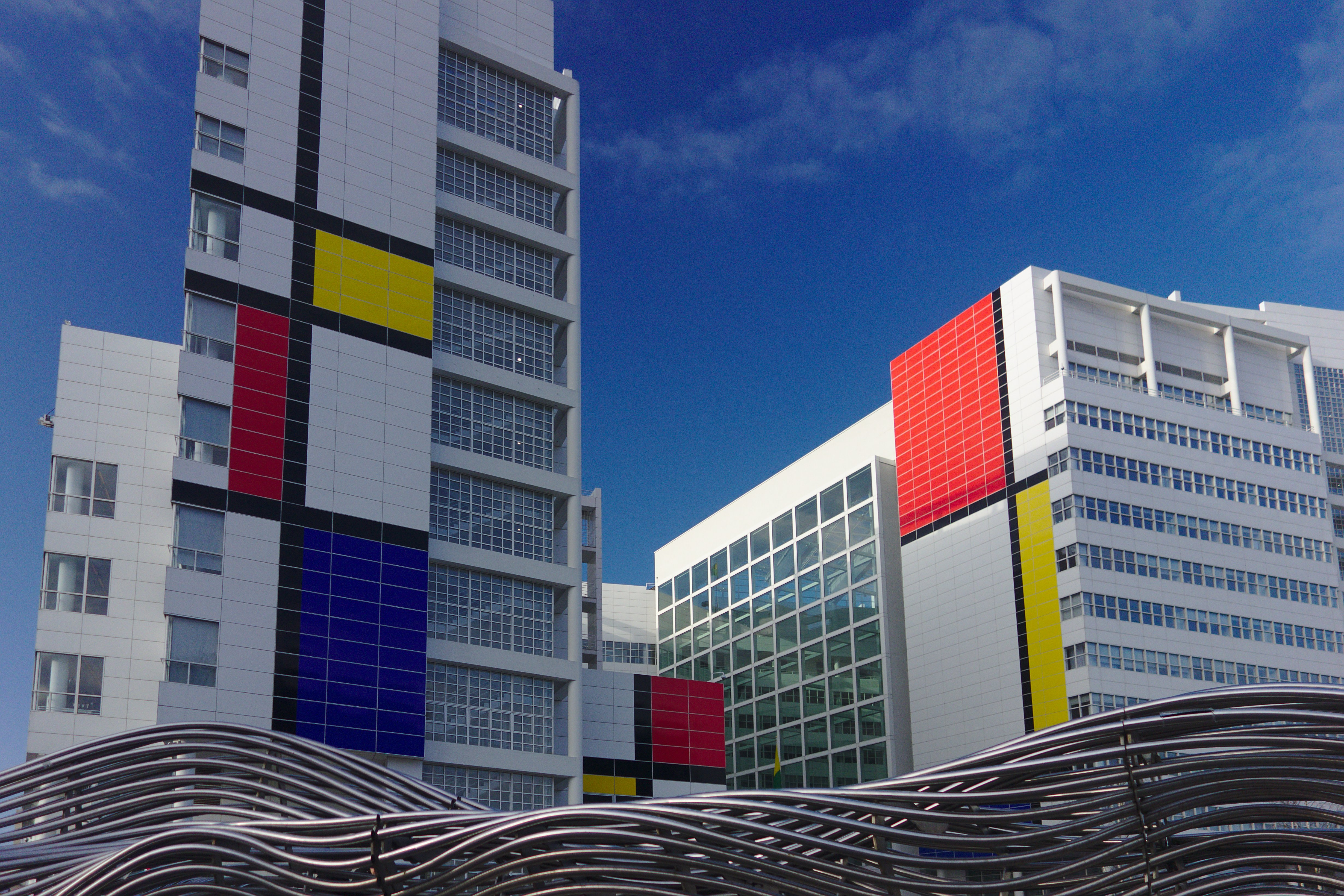
Dezelfde gevels in 2017 met decoratie geïnspireerd door het latere werk van de schilder Piet Mondriaan
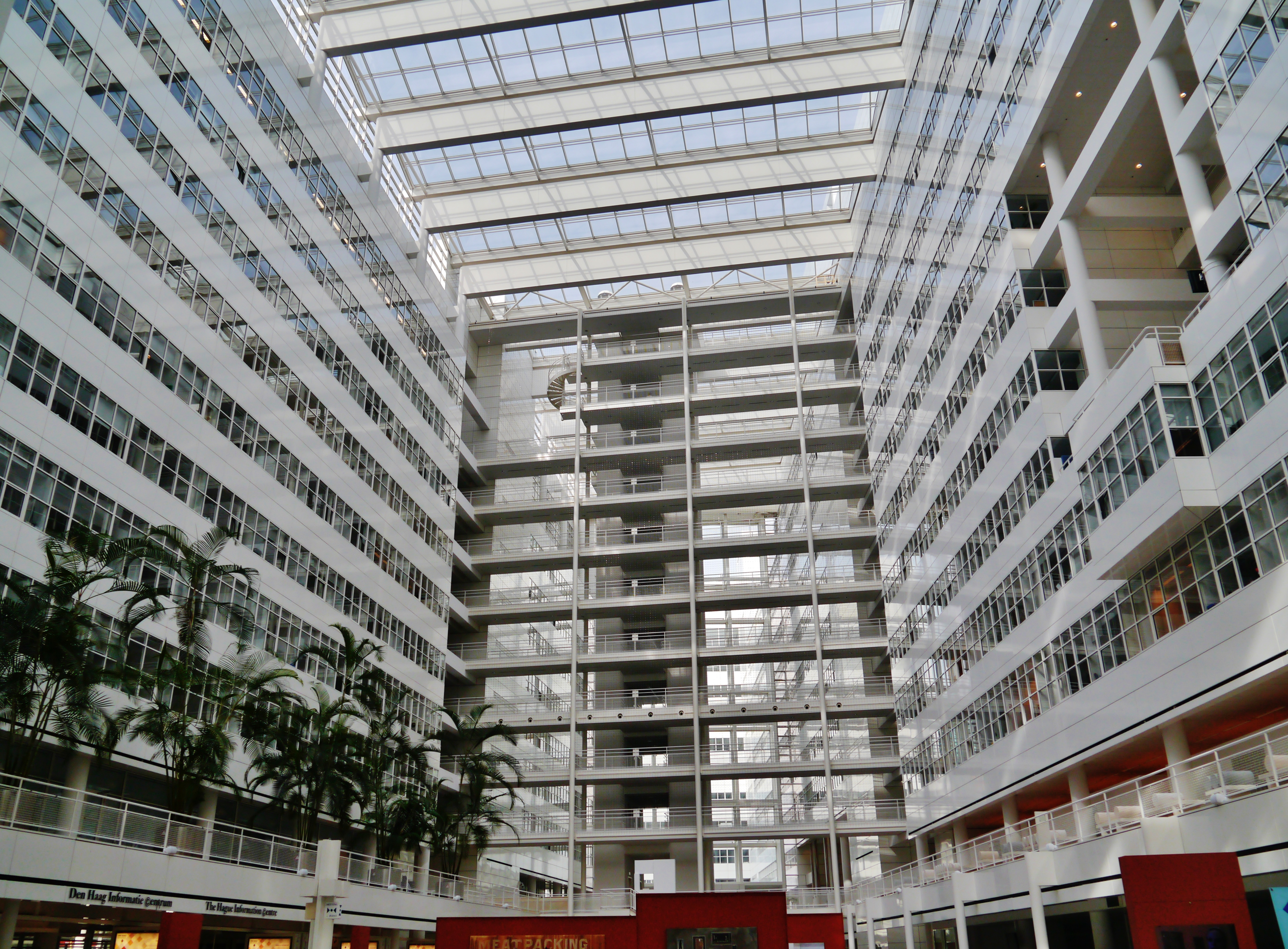
Atrium gezien richting noordoosten
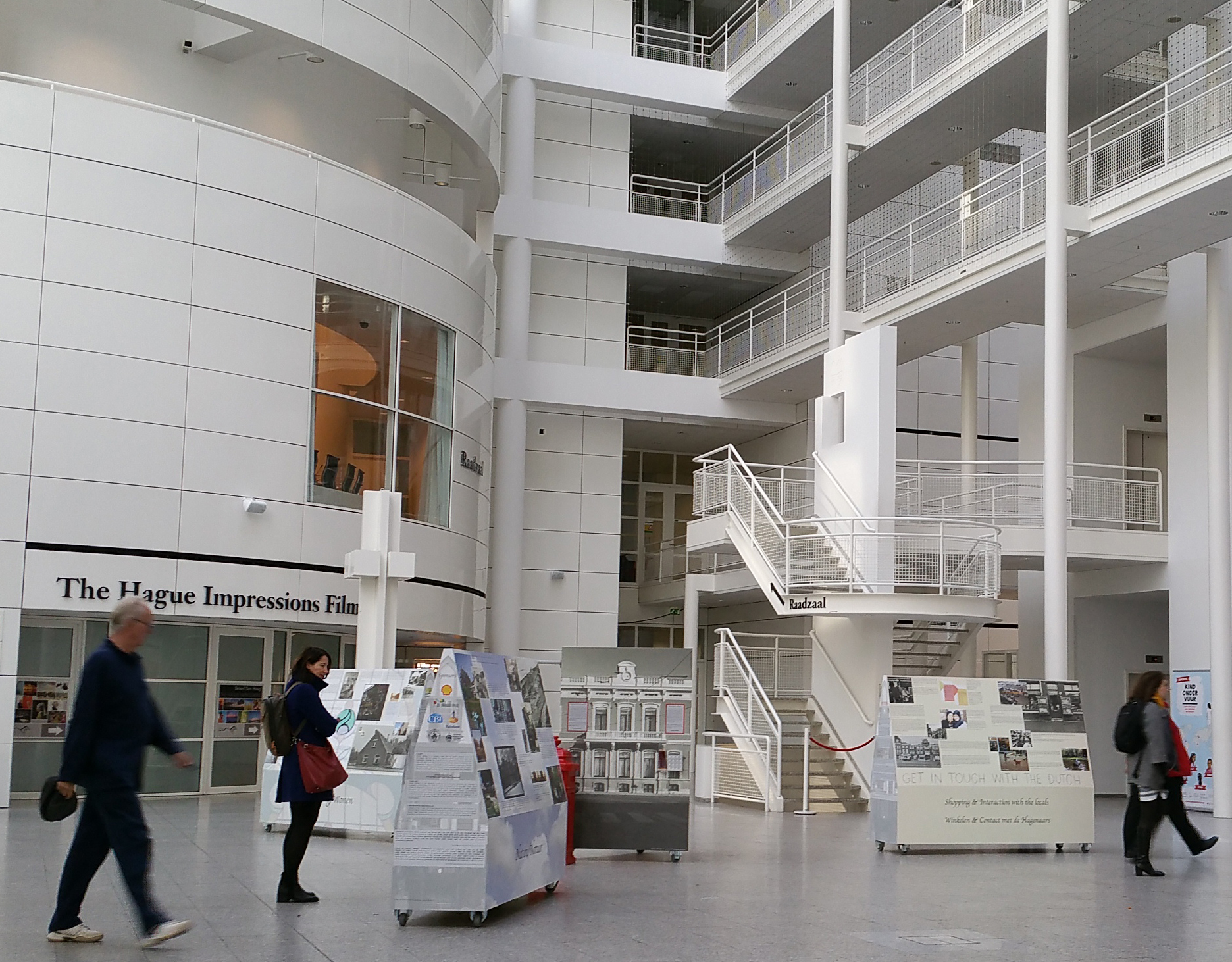
Links de raadzaal
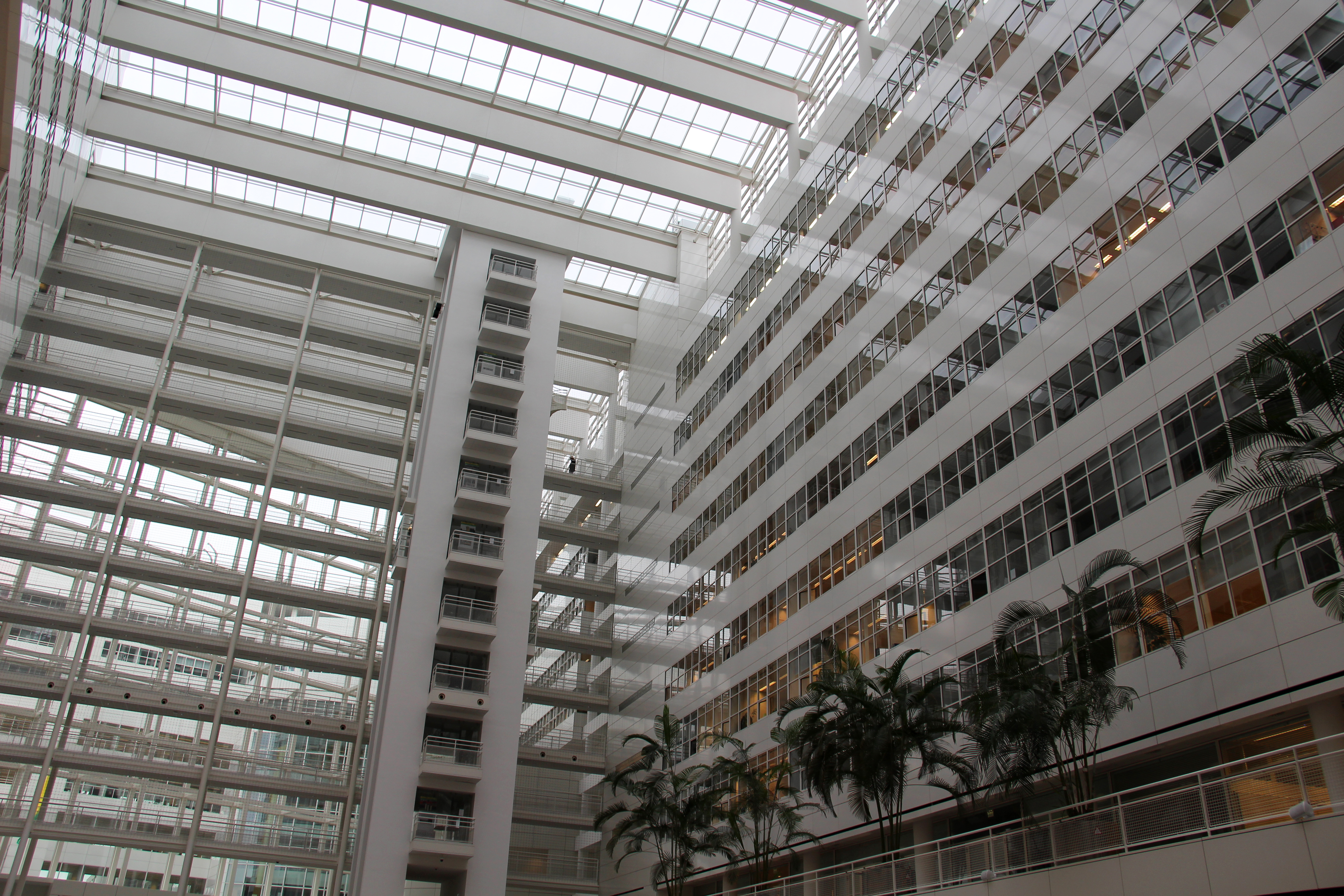
Atrium gezien richting zuidoosten